# Schafstall (Meeder)
Der Schafstall steht im Norden des Ortes Meeder auf freiem Feld am Fuß der Langen Berge. Das denkmalgeschützte Bauwerk stammt aus dem 18. Jahrhundert und wurde zwischen 1700 und 1750 in einer seltenen Zimmerer-Technik errichtet.
Den gemeindlichen Schafstall benutzten mehrere berechtigte Bauern, um die Verantwortung für ihre Tiere einem Schäfer zu übertragen. Durch diese genossenschaftliche Organisationsform konnten die Bauern auf eigene Gebäude und die Hut in eigener Verantwortung verzichten.
Der Walmdachbau in Fachwerkkonstruktion hat einen rechteckigen Grundriss. Das historische Gebäude war einsturzgefährdet. Im Oktober 2012 wurde durch die Eigentümerin, die Gemeinde Meeder, mit der Sanierung begonnen. Im Sommer 2015 waren die Arbeiten beendet. In Zukunft soll der Schafstall durch eine Wanderschäferei bewirtschaftet werden.

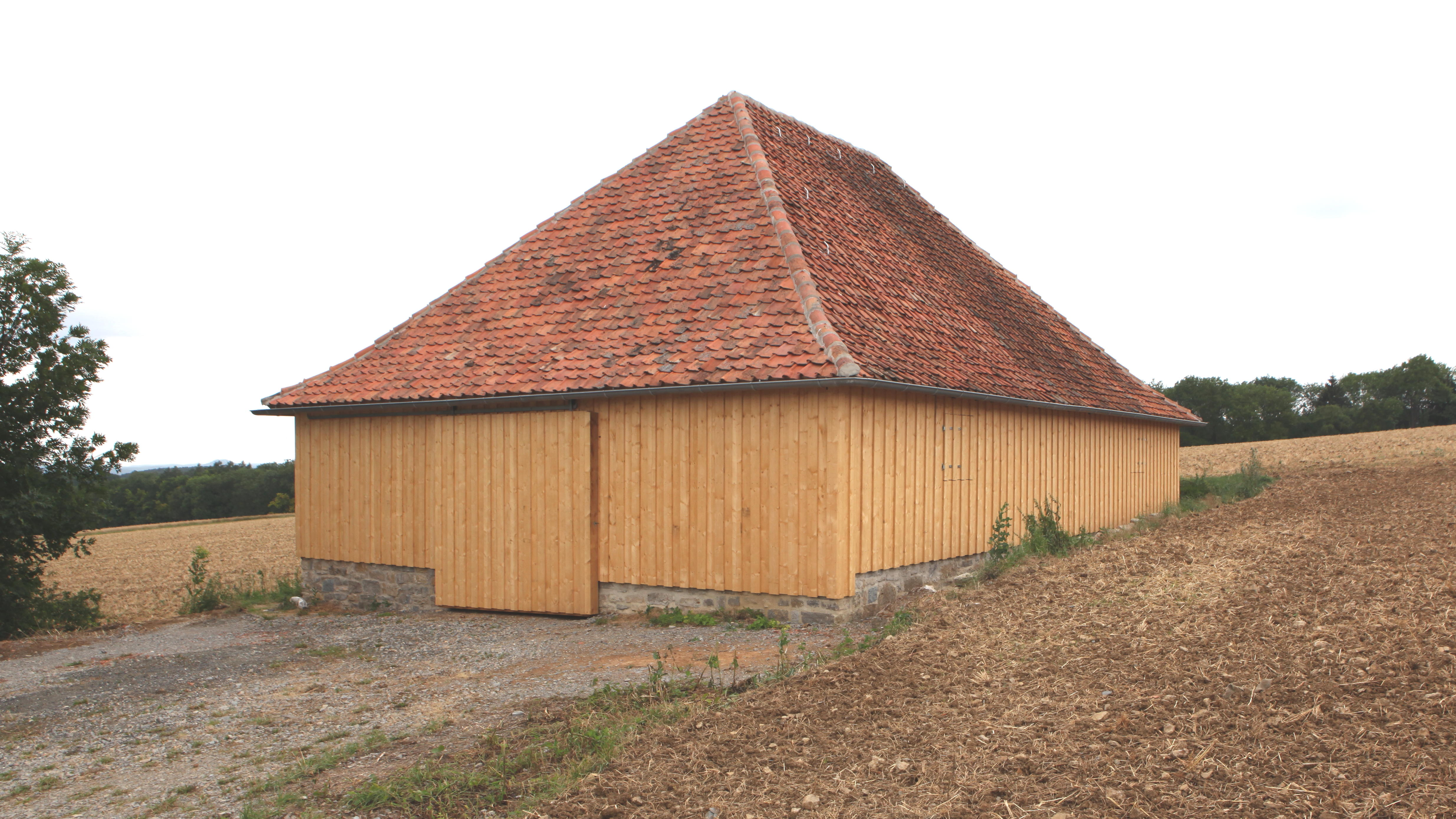
Ostansicht, 2015
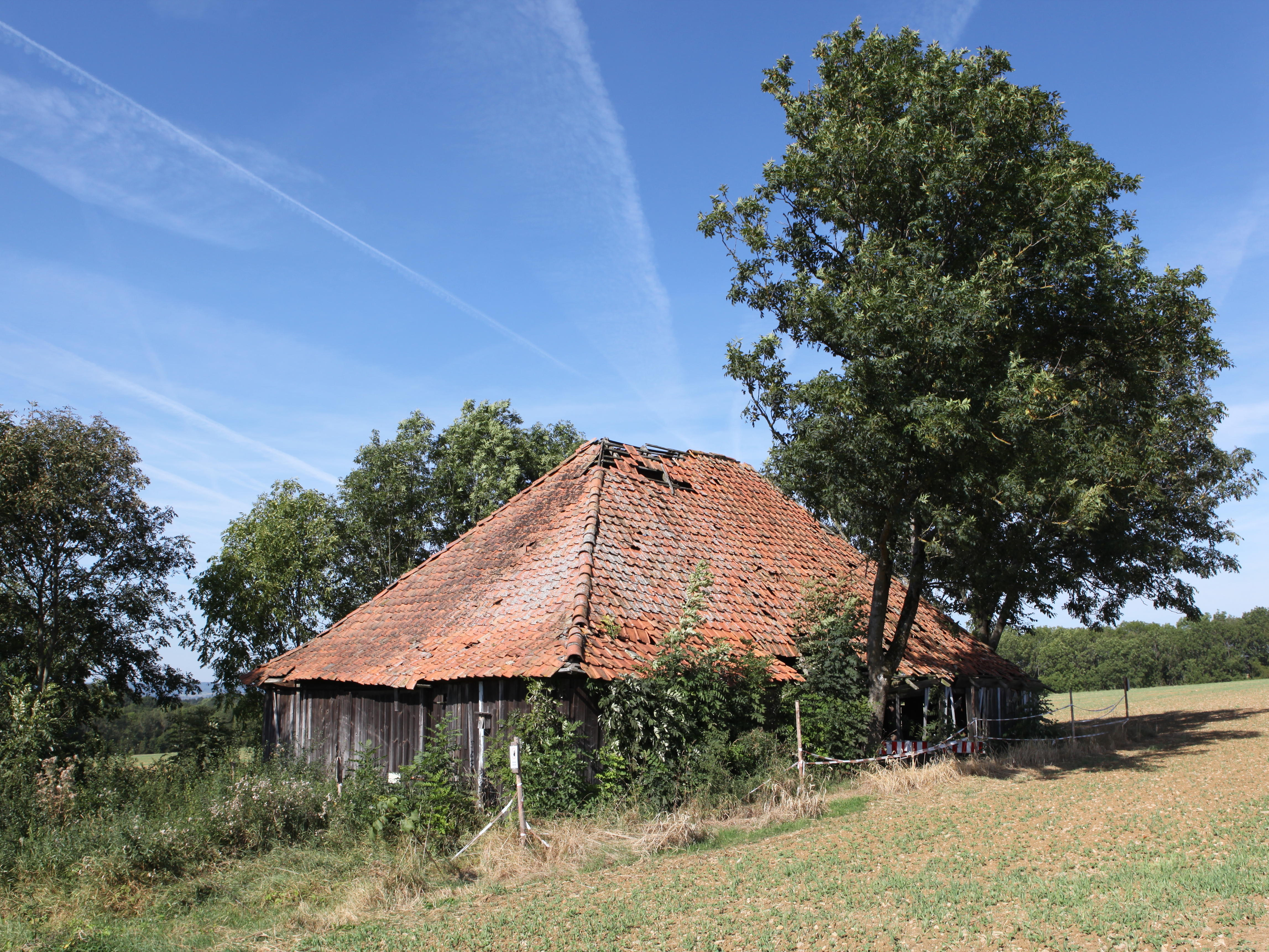
Ostansicht, 2012
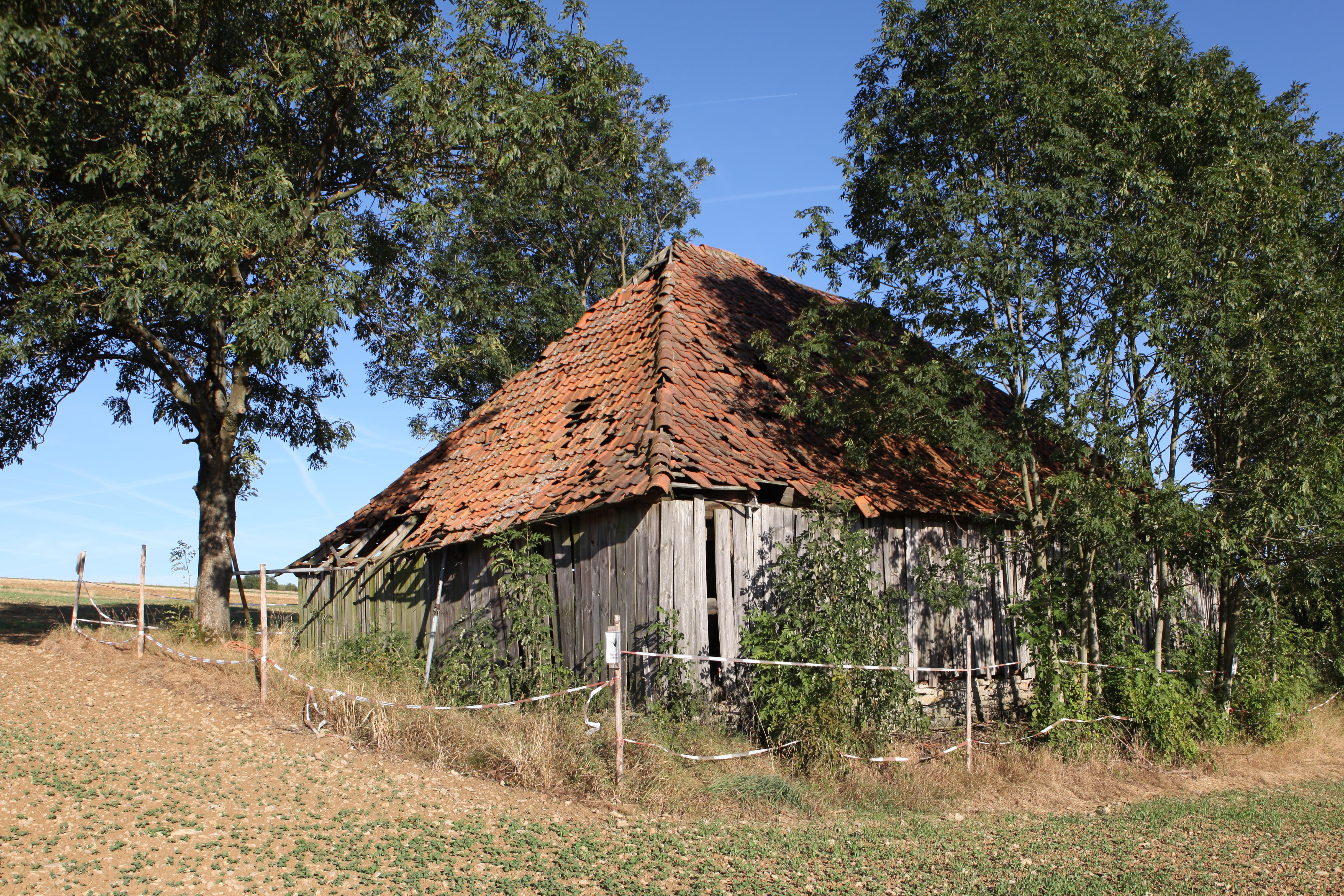
Westansicht, 2012
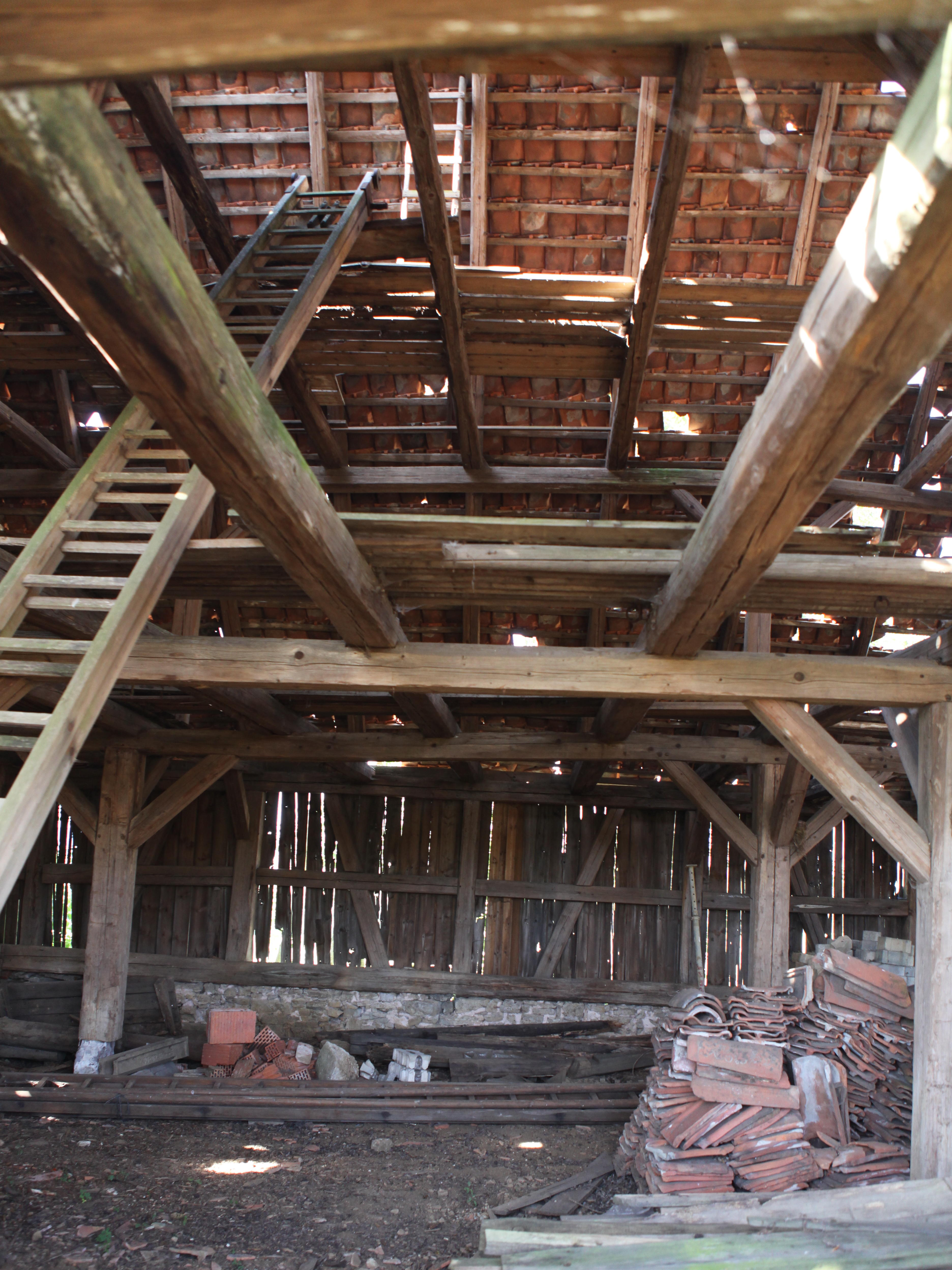
Fachwerkkonstruktion, 2012